# Duino-Aurisina
Duino-Aurisina (en esloveno Devin-Nabrežina, en alemán Thübein-Nabreschin) es un municipio italiano con 8.698 habitantes de la provincia de Trieste en la región de Friuli-Venecia Julia.

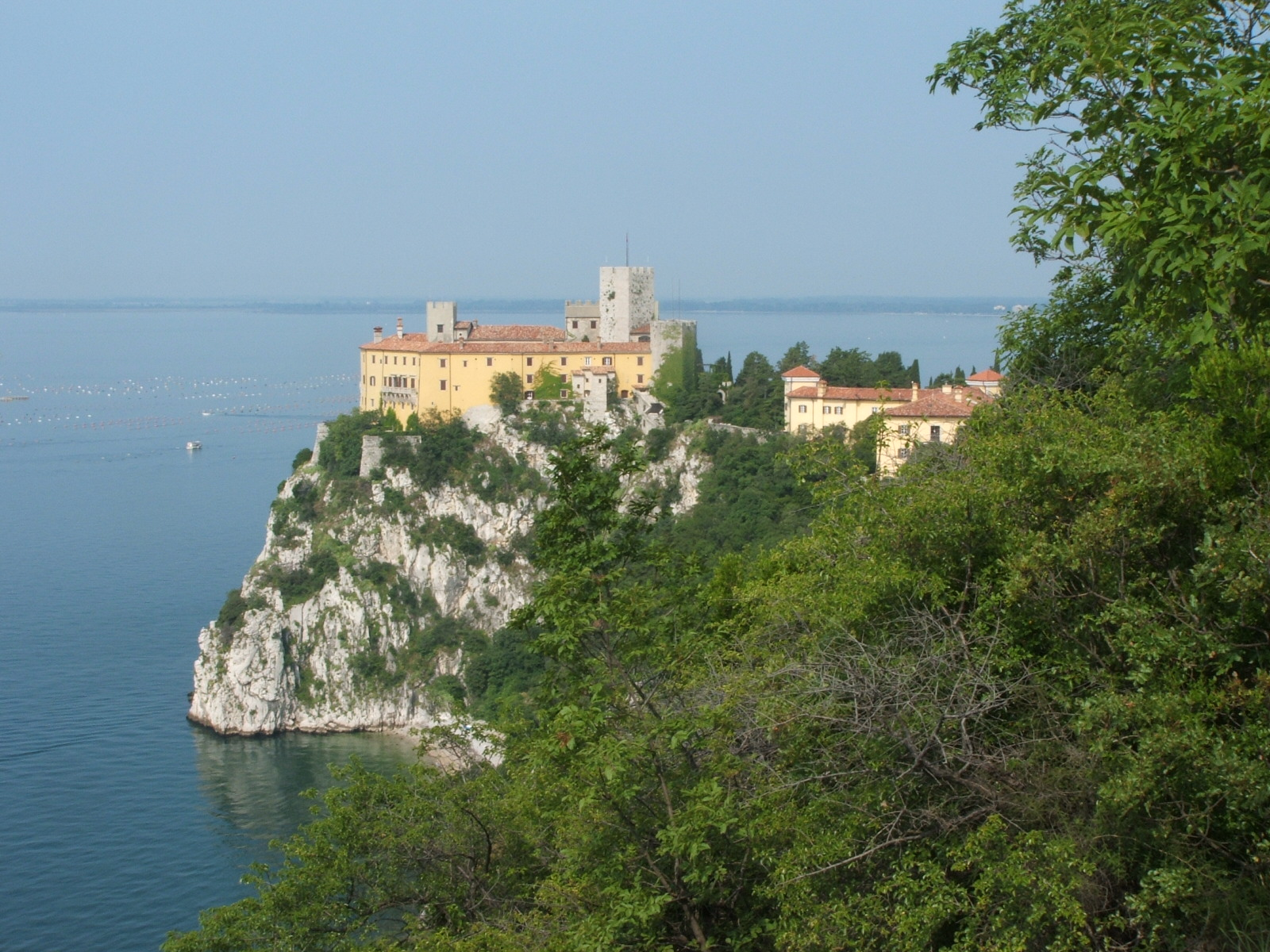
Castillo de Duino.

## Evolución demográfica
| Gráfica de evolución demográfica de Duino-Aurisina entre 1861 y 2001 |
|                                                                      |
| Fuente ISTAT - elaboración gráfica de Wikipedia                      |